# Coppa Italia di pallacanestro maschile 1996
L'edizione 1996 della coppa Italia si è svolta con il sistema delle final four (semifinali e finale a partita unica e in campo neutro). Per qualificarsi si è dovuto disputare i sedicesimi (tranne le semifinaliste dello scorso campionato, qualificate direttamente agli ottavi; di fatto solo 12 accoppiamenti), gli ottavi e i quarti con la formula andata e ritorno (passa il turno chi nell'arco di due partite ha fatto il maggior numero di punti). Le restanti hanno disputato le final four a Milano. Vincitrice la Stefanel Milano.
Sedicesimi di finale
31 agosto e 3 settembre 1995
- Buckler Bologna passa il turno
- Basket Rimini-Montecatini Sporting Club 92-65 / 74-74
- Floor Padova-Mens Sana Siena 76-74 / 72-92
- Brescialatv Gorizia-Virtus Roma 73-88 / 93-95
- Andrea Costa Imola-Cagiva Varese 67-70 / 57-89
- Il Menestrello Modena-Illycaffè Trieste 81-83 / 69-70
- Jcoplastic Napoli-Aresium Milano 78-80 / 71-94
- Stefanel Milano passa il turno
- TeamSystem Bologna passa il turno
- Juve Caserta-Olitalia Forlì 70-76 / 85-83
- Banco Sardegna Sassari-Viola Reggio Calabria 84-74 / 82-96
- Tonno Auriga Trapani-Scavolini Pesaro 59-72 / 52-70
- Reyer Venezia-Mash Jeans Verona 69-69 / 78-96
- Turboair Fabriano-Madigan Pistoia 74-74 / 88-90
- Polti Cantù-Pallacanestro Reggiana 79-71 / 59-87
- Benetton Treviso passa il turno

Ottavi di finale
5 e 7 settembre 1995
- Basket Rimini-Buckler Bologna 87-80 / 67-80
- Mens Sana Siena-Virtus Roma 68-65 / 71-72
- Illycaffè Trieste-Cagiva Varese 70-93 / 70-71
- Aresium Milano-Stefanel Milano 73-85 / 87-98
- Olitalia Forlì-TeamSystem Bologna 55-62 / 65-80
- Viola Reggio Calabria-Scavolini Pesaro 65-71 / 58-85
- Madigan Pistoia-Mash Jeans Verona 88-80 / 57-81
- Pallacanestro Reggiana-Benetton Treviso 87-68 / 59-80

Quarti di finale
10 e 14 settembre 1995
- Mens Sana Siena-Buckler Bologna 66-109 / 56-63
- Cagiva Varese-Stefanel Milano 75-110 / 93-88
- Scavolini Pesaro-TeamSystem Bologna 76-58 / 77-80
- Mash Jeans Verona-Benetton Treviso 71-66 / 80-79

FINAL FOUR:
a Milano
Semifinali:
22 marzo 1996
- Stefanel Milano-Buckler Bologna 83-82
- Mash Jeans Verona-Scavolini Pesaro 92-71

Finale 3º posto:
23 marzo 1996
- Buckler Bologna-Scavolini Pesaro 109-99

Finale 1º posto:
23 marzo 1996
- Stefanel Milano-Mash Jeans Verona 90-72

## Verdetti
- Vincitrice Coppa Italia:  Stefanel Milano
Formazione: Rolando Blackman, Flavio Portaluppi, Ferdinando Gentile, Marco Sambugaro, Paolo Alberti, Marco Baldi, Dejan Bodiroga, Davide Cantarello, Alessandro De Pol, Gregor Fučka. Allenatore: Bogdan Tanjević.